# Московка (Торбеєвський район)
Моско́вка (рос. Московка, ерз. Московка) — село у складі Торбеєвського району Мордовії, Росія. Входить до складу Хілковського сільського поселення.
Населення — 40 осіб (2010; 53 у 2002).
Національний склад станом на 2002 рік:
- мордва — 55 %
- росіяни — 45 %